# Clarisse Menezes
Clarisse Santos Viei Menezes (3 settembre 1979) è una schermitrice brasiliana.

## Palmarès
In carriera ha conseguito i seguenti risultati:
- Giochi Panamericani:

Rio de Janeiro 2007: bronzo nella spada individuale.